# Chorismagrion risi
Chorismagrion risi — вид стрекоз, единственный вид монотипического рода Chorismagrion из семейства Synlestidae. До недавнего времени считался единственным в семействе Chorismagrionidae. Эндемик северо-восточной части Австралии, где населяет реки и крупные пруды в дождевых лесах.

## Описание
В основном чёрные с белыми отметинами стрекозы среднего размера.